# Ovrahove, Svitlovodsk
Ovrahove (în ucraineană Оврагове) este un sat în comuna Hrîhorivka din raionul Svitlovodsk, regiunea Kirovohrad, Ucraina.

## Demografie
Componența lingvistică a localității Ovrahove
     Ucraineană (91,53%)
     Rusă (8,47%)
Conform recensământului din 2001, majoritatea populației localității Ovrahove era vorbitoare de ucraineană (91,53%), existând în minoritate și vorbitori de rusă (8,47%).